# Općinska nogometna liga Labin 1973./74.
Općinska nogometna liga Labin, također i kao Općinsko nogometno prvenstvo Labin; Prvenstvo NSO Labin, i sl., za sezonu 1973./74. 
 
Sudjelovalo je 7 klubova, a prvak je bio klub "Jedinstvo" iz Nedešćine.   

## Ljestvica
| mj. | klub                | ut. | pob | ner | por | gol+ | gol- | bod |
| --- | ------------------- | --- | --- | --- | --- | ---- | ---- | --- |
| 1.  | Jedinstvo Nedešćina | 12  | 8   | 1   | 3   | 38   | 13   | 17  |
| 2.  | Polet Snašići       | 12  | 8   | 1   | 3   | 43   | 19   | 17  |
| 3.  | Učka Čepić          | 12  | 8   | 1   | 3   | 42   | 21   | 17  |
| 4.  | Iskra Vinež         | 12  | 5   | 4   | 3   | 29   | 25   | 14  |
| 5.  | Rabac               | 12  | 5   | 1   | 6   | 22   | 18   | 11  |
| 6.  | Radnik Labin        | 12  | 3   | 1   | 8   | 25   | 34   | 7   |
| 7.  | Mladost Labin       | 12  | 0   | 0   | 12  | 10   | 79   | 0   |

## Rezultatska križaljka
| kratica | klub                | ISK | JED | MLA | POL | RAB | RAD | UČKA |
| --- | ------------------- | --- | --- | --- | --- | --- | --- | ---- |
| ISK | Iskra Vinež         |     |     |     |     |     |     |      |
| JED | Jedinstvo Nedešćina |     |     |     |     |     |     |      |
| MLA | Mladost Labin       |     |     |     |     |     |     |      |
| POL | Polet Snašići       |     |     |     |     |     |     |      |
| RAB | Rabac               |     |     |     |     |     |     |      |
| RAD | Radnik Labin        |     |     |     |     |     |     |      |
| UČKA | Učka Čepić          |     |     |     |     |     |     |      |
| |                     |     |     |     |     |     |     |      |
| podebljan rezultat - utakmice od 1. do 7. kola (1. utakmica između klubova) rezultat normalne debljine - utakmice od 8. do 14. kola (2. utakmica između klubova) rezultat nakošen - nije vidljiv redoslijed odigravanja međusobnih utakmica iz dostupnih izvora rezultat smanjen * - iz dostupnih izvora nije uočljiv domaćin susreta prekrižen rezultat - poništena ili brisana utakmica p - utakmica prekinuta 3:0 p.f. / 0:3 p.f. - rezultat 3:0 bez borbe |                     |     |     |     |     |     |     |      |